# Kuiti
Kuiti est une localité située dans le département de Koubri de la province du Kadiogo dans la région Centre au Burkina Faso. En 2006, cette localité comptait 326 habitants dont 51,2 % de femmes.